# Loi relative au mécénat, aux associations et aux fondations
 (avril 2020).
Si vous disposez d'ouvrages ou d'articles de référence ou si vous connaissez des sites web de qualité traitant du thème abordé ici, merci de compléter l'article en donnant les références utiles à sa vérifiabilité et en les liant à la section « Notes et références ».
Lire en ligne

Sur Légifrance

La loi du 1er août 2003 relative au mécénat, aux associations et aux fondations, dite "loi Aillagon" est un texte législatif français. Cette loi modifie notamment la loi du 1er juillet 1901 relative au contrat d'association, la loi du 23 juillet 1987 sur le développement du mécénat et le Code général des impôts (CGI). Elle comporte vingt-trois articles et s'inscrit dans une large réforme visant à développer plus largement le mécénat, réformer la reconnaissance d'utilité publique et harmoniser les dispositifs applicables aux dons.
Avec cette loi, la France entendait se doter d’un dispositif attrayant.
Par souci d'efficacité et de simplicité, il a été choisi de privilégier des dispositifs déjà existants, et de porter l'essentiel de l'effort sur le régime fiscal.

## Les objectifs de la réforme
Le développement du mécénat et des fondations était une priorité gouvernementale affirmée par le Président de la République de l'époque, Jacques Chirac, dans un discours prononcé au Palais-Royal le 8 avril 2002 : "Premier objectif : libérer l'initiative. Instaurer une nouvelle règle du jeu. Cela vaut d'abord pour l'État. (…) C'est ensuite encourager et impliquer dans notre vie culturelle tous les acteurs de la société civile : particuliers, associations, fondations, entreprises".
Le retour du mécénat en France date du début des années 1960, sous l'influence du cabinet d'André Malraux qui a permis la création de la Fondation de France. Mais si le concept de mécénat a acquis droit de cité en France, c'est grâce au combat de Jacques Rigaud et de l'équipe de l'Association pour le développement du mécénat industriel et commercial créée par Patrick d'Humières, Axel Leblois et Pierre-Antoine Huré, et présidée par J. Rigaud depuis 1979, et à l'action continue du ministère chargé de la Culture.
Une nouvelle impulsion a été donnée par l'Etat au mécénat avec la loi du 23 juillet 1987 ("loi Léotard") sur le développement du mécénat et la loi du 4 juillet 1990 portant création du statut de fondation d'entreprise ("loi Lang") . Le régime français du mécénat demeurait cependant peu incitatif, notamment en matière de réductions d'impôt.
Le ministère de la Culture a donc cherché les moyens d'une relance du mécénat et des fondations, en s'inspirant des réformes opérées au Royaume-Uni et en Allemagne (2000) ou en Espagne (2002).
La réforme française s'articule autour de quatre axes :
- développer le mécénat des particuliers, par un renforcement substantiel des incitations fiscales,
- favoriser le mécénat des entreprises, par un doublement de l'encouragement fiscal,
- alléger la fiscalité des fondations,
- accélérer et simplifier la reconnaissance d'utilité publique.

En 2003, le ministère de la Culture s'est doté d'un service spécialisé, la mission du mécénat.

## Contenu de la loi

### Dons des particuliers
Introduction d'une réduction de l'impôt sur le revenu de 66 % plafonnée à 20 % du revenu imposable, assorti d'une possibilité de report de l'excédent du don sur cinq ans.

### Mécénat des entreprises
En introduisant une réduction d'impôt de 60 % sur l'impôt sur les sociétés dans la limite de 5 pour mille du chiffre d'affaires HT, la France double l'avantage consenti aux entreprises. La réduction est également accordée pour les versements effectués au profit d'organismes publics ou privés dont la gestion est désintéressée et qui ont pour activité principale la présentation au public d'œuvres du spectacle vivant, de musique et du cinéma. 

Par ailleurs des mesures incitent à l'acquisition d'œuvres d'art ou de trésors nationaux par les entreprises : exonération des œuvres d'art à la taxe professionnelle, réduction d'impôt de 90 % pour les versements réalisés pour acheter des trésors nationaux, extension aux biens culturels d'intérêt majeur situés à l'étranger ou entrés sur le territoire français depuis moins de 50 ans. 

En contrepartie il y a obligation d'exposer les œuvres d'art acquises par les entreprises dans le cadre du mécénat dans un lieu spécialement aménagé.

### Fiscalité des fondations
Un abattement d'impôt est accordé aux fondations reconnues d'utilité publique (fondations RUP).

## Données chiffrées et comparaisons internationales
D'après les chiffres de l'observatoire de la générosité et du mécénat, 15 % seulement des foyers français déclaraient faire des dons au début des années 2000.
Le mécénat des entreprises progressait plus vite, mais restait relativement faible en volume. Selon les données recueillies par l'ADMICAL, le mécénat dans les domaines de la culture, de la solidarité et de l'environnement, représentait en 2002 environ 343 millions d'euros et concernait moins de 1 735 entreprises. On ne comptait en France, en 2002, que 473 fondations d'utilité publique et 73 fondations d'entreprise, auxquelles s'ajoutent environ 500 fondations "abritées" sous égide de la Fondation de France.
Par comparaison, aux États-Unis le mécénat et la philanthropie représentaient en 2002 2,1 % du PIB (10 milliards €). En France, le mécénat et la philanthropie devaient représenter à peine 0,09 % du PIB. Une très grande majorité d'entreprises continuait à utiliser le parrainage de préférence au mécénat, pour des raisons fiscales : le régime du parrainage peut rester avantageux car il n'est pas plafonné par rapport au chiffre d'affaires, et permet des contreparties proportionnelles à la dépense. En Grande-Bretagne les actes de philanthropie se faisaient alors majoritairement par le biais des 3 000 charity trusts et en Allemagne, on comptait à la même époque environ 10 000 fondations.
En 2013, à l'occasion des 10 ans de la loi Aillagon , le Ministère de la Culture et de la Communication était en mesure de publier les chiffres suivants :
- le montant global des dons des entreprises et des particuliers est passé de 1 Milliard d'euros en 2004 à 3 Milliards d'euros en 2012.
- le nombre des foyers fiscaux donateurs en augmentation régulière était en 2012 de 5,4 millions.
- le nombre des entreprises mécènes était inférieur à 2000 en 2002 ; elles étaient en 2012 plus de 32 000 à utiliser les dispositions de la loi.

En 2018, saisie par la commission des Finances de l'Assemblée nationale, la Cour des comptes dresse un bilan de la loi Aillagon. En 2016, le mécénat des entreprises a généré une dépense fiscale de 930 millions d'euros, dont 44 % sont représentés par 24 entreprises. La France comptait, en 2017, 2 364 fondations et 2 494 fonds de dotation.

## Mécénat et parrainage

### Parrainage
Selon l'article 39-I-7e du Code général des impôts (CGI), le terme de parrainage doit être réservé aux "dépenses engagées dans le cadre de manifestations de caractère [...] culturel ou concourant à la mise en valeur du patrimoine artistique [...] ou à la diffusion de la culture [et] de la langue françaises, lorsqu’elles sont exposées dans l’intérêt direct de l’exploitation". Le parrainage répond donc à une démarche commerciale explicitement calculée et raisonnée, sa retombée doit être quantifiable et proportionnée à l'investissement initial.

### Mécénat
Le mécénat s'applique à des dépenses engagées dans l'intérêt général ; le bénéfice fiscal est nettement plus intéressant pour l’entreprise, mais les contreparties sont limitées et tous les organismes culturels ne sont pas éligibles au mécénat.